# Шанвер Геймен
Шанвер Геймен (тур. Şanver Göymen, нар. 22 січня 1967, Самсун) — турецький футболіст, що грав на позиції воротаря.
Виступав, зокрема, за клуб «Алтай», а також національну збірну Туреччини.

## Клубна кар'єра
У дорослому футболі дебютував 1989 року виступами за команду «Самсунспор», в якій провів один сезон. 
Згодом з 1990 по 1993 рік грав у складі команд «Мерзифонспор» та «Денізліспор».
Своєю грою за останню команду привернув увагу представників тренерського штабу клубу «Алтай», до складу якого приєднався 1993 року. Відіграв за команду з Ізміра наступні п'ять сезонів своєї ігрової кар'єри. Більшість часу, проведеного у складі ізмірського «Алтая», був основним голкіпером команди.
Протягом 1999—2000 років захищав кольори клубів «Коньяспор» та «Дарданел».
Завершив ігрову кар'єру у команді «Манісаспор», за яку виступав протягом 2000—2001 років.
| Дата       | Місто   | Господарі   | Результат | Гості     | Турнір           | Голи | Примітки |
| ---------- | ------- | ----------- | --------- | --------- | ---------------- | ---- | -------- |
| 21-12-1994 | Пескара | Італія      | 3 – 1     | Туреччина | товариський матч | -3   |          |
| 15-02-1995 | Ізмір   | Туреччина   | 1 – 1     | Румунія   | товариський матч | -    | 71'      |
| 08-03-1995 | Стамбул | Туреччина   | 2 – 1     | Ізраїль   | товариський матч | -1   | 46'      |
| 09-4-1996  | Баку    | Азербайджан | 0 – 1     | Туреччина | товариський матч | -    | 46'      |
| 01-5-1996  | Самсун  | Туреччина   | 3 – 2     | Україна   | товариський матч | -2   | [ 3 ]    |
| Усього     |         | Матчів      | 5         |           | Голів            | -7   |          |